# Lisa Ryzih
Elizaveta « Lisa » Ryzih (en russe : Елизавета Рыжих / Jelisaveta Wladimirovna Ryschich née le 27 septembre 1988 à Omsk alors en Union soviétique) est une athlète allemande, spécialiste du saut à la perche.

## Vie personnelle
Née de parents soviétiques, elle émigre avec sa famille à Ulm, en Allemagne en 1992, puis s'installe à Deux-Ponts, où son père Vladimir crée un centre d'entraînement de saut à la perche.
Sa sœur, Nastja Ryjikh, mariée Anastasija Reiberger, est aussi une sauteuse à la perche.
En 2016, elle est diplômée en psychologie, puis poursuit un doctorat en 2021 où elle défend avec succès sa thèse sur « L'Évaluation de sa propre performance sportive en fonction de la distance psychologique » à l'Université de Heidelberg.
Le 3 septembre 2021, elle se marie avec son compagnon.
Le 29 janvier 2023, elle met au monde son premier enfant, un garçon prénommé Jonny.

## Carrière

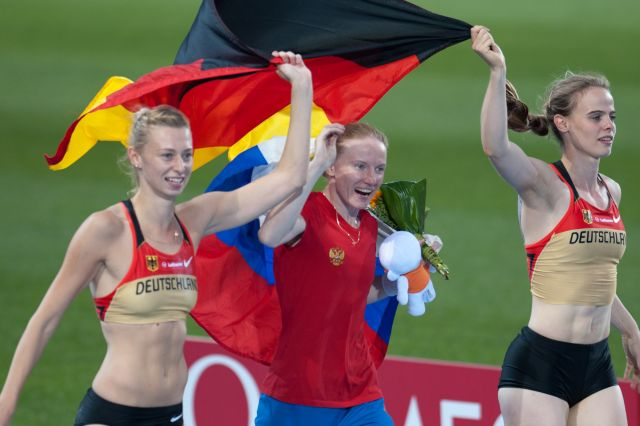
Lisa Ryzih en compagnie de Silke Spiegelburg et Svetlana Feofanova lors des Championnats d'Europe 2010.

Elle débute le saut à la perche en 1996.
Avec un record de 4,60 m, elle obtient son record personnel aux Championnats d'Europe  2010 avec 4,65 m et la médaille de bronze. 4 ans plus tard, elle prend la quatrième place de ce même concours, avec la même marque.
En mars 2015, elle ne prend pas part à la finale des Championnats d'Europe de Prague due à une blessure. Elle se postait parmi les favorites notamment grâce à son record personnel en 4,72 m.
Le 23 août 2015, elle se qualifie pour la finale des Championnats du monde de Pékin où elle prend la 12e place de la finale avec 4,60 m.
Opérée en fin d'année au pied, Ryzih décroche le 9 juillet 2016 la médaille d'argent des Championnats d'Europe d'Amsterdam avec un saut à 4,70 m, proche de son record personnel (4,71 m), derrière la Grecque Ekateríni Stefanídi (4,81 m).
Le 19 août 2016, Lisa Ryzih prend une décevante 10e place en finale des Jeux olympiques de Rio avec 4,50 m. Un mois auparavant, elle avait porté son record personnel à 4,73 m.
Le 4 février 2017, elle remporte le Meeting de Karlsruhe avec une barre à 4,67 m puis devient Championne d'Allemagne deux semaines plus tard avec 4,65 m.
Le 4 mars, Ryzih devient de nouveau vice-championne d'Europe, cette fois en salle à Belgrade, avec 4,75 m (record personnel). Elle est une nouvelle fois devancée par Ekateríni Stefanídi (4,85 m, WL).
Le 15 juillet, à Rottach-Egern, Lisa Ryzih égale son record en plein air avec 4,73 m. Elle échoue de peu à 4,81 m.
Le 25 février 2018, lors du All Star Perche de Clermont-Ferrand, elle termine 7e en réalisant sa meilleure performance personnelle de la saison à 4,62 m. La compétition est remportée par l'Américaine Katie Nageotte, auteure de 4,86 m (record du meeting).
Elle remporte les championnats d'Allemagne 2019 à Berlin avec 4,60 m, sa meilleure performance de la saison, et se qualifie pour les championnats du monde 2019 où elle termine 17e de la finale (4,50 m).
En juillet 2021, elle déclare forfait pour les Jeux olympiques de Tokyo, à la suite d'une blessure au dos. Elle pose ce mois là en couverture de l'édition allemande de Playboy avec la nageuse Marie Pietruschka et l'escrimeuse Alexandra Ndolo.

Elle met un terme à sa carrière le 12 août 2022.

## Palmarès
| Date | Compétition                       | Lieu             | Résultat | Marque |
| ---- | --------------------------------- | ---------------- | -------- | ------ |
| 2003 | Championnats du monde cadets      | Sherbrooke       | 1re      | 4,05 m |
| 2004 | Championnats du monde juniors     | Grosseto         | 1re      | 4,30 m |
| 2005 | Championnats du monde cadets      | Marrakech        | 5e       | 4,05 m |
| 2006 | Championnats du monde juniors     | Pékin            | finale   | NM     |
| 2007 | Championnats d'Europe juniors     | Hengelo          | 4e       | 4,20 m |
| 2009 | Championnats d'Europe espoirs     | Kaunas           | 1re      | 4,50 m |
| 2010 | Championnats d'Europe             | Barcelone        | 3e       | 4,65 m |
| 2010 | Coupe continentale                | Split            | 2e       | 4,60 m |
| 2011 | Championnats d'Europe en salle    | Paris            | 7e       | 4,50 m |
| 2012 | Championnat d'Europe              | Helsinki         | 7e       | 4,40 m |
| 2012 | Jeux olympiques                   | Londres          | 6e       | 4,45 m |
| 2013 | Championnats du monde             | Moscou           | 8e       | 4,55 m |
| 2014 | Championnats d'Europe             | Zurich           | 4e       | 4,60 m |
| 2014 | Coupe continentale                | Marrakech        | 3e       | 4,30 m |
| 2015 | Championnats d'Europe en salle    | Prague           | finale   | DNS    |
| 2015 | Championnats du monde             | Pékin            | 12e      | 4,60 m |
| 2016 | Championnats d'Europe             | Amsterdam        | 2e       | 4,70 m |
| 2016 | Jeux olympiques                   | Rio de Janeiro   | 10e      | 4,50 m |
| 2017 | Championnats d'Europe en salle    | Belgrade         | 2e       | 4,75 m |
| 2017 | Championnats du monde             | Londres          | 5e       | 4,65 m |
| 2017 | Ligue de diamant                  | Ligue de diamant | 7e       | 4,55 m |
| 2018 | Championnats du monde en salle    | Birmingham       | finale   | NM     |
| 2019 | Championnats d'Europe par équipes | Bydgoszcz        | finale   | NM     |
| 2019 | Championnats du monde             | Doha             | 17e      | 4,50 m |

## Records
| Épreuve          | Épreuve   | Marque | Lieu                   | Date                            |
| ---------------- | --------- | ------ | ---------------------- | ------------------------------- |
| Saut à la perche | Plein air | 4,73 m | Jockgrim Rottach-Egern | 19 juillet 2016 15 juillet 2017 |
| Saut à la perche | En salle  | 4,75 m | Belgrade               | 4 mars 2017                     |